# 72633 Randygroth
72633 Randygroth este un asteroid din centura principală de asteroizi.

## Descriere
72633 Randygroth este un asteroid din centura principală de asteroizi. A fost descoperit pe 22 martie 2001 la Junk Bond Observatory de David Healy (astronom). Asteroidul prezintă o orbită caracterizată de o semiaxă mare de 2,71 ua, o excentricitate de 0,09 și o înclinație de 1,7° în raport cu ecliptica.